# 安井真理子
安井 真理子（やすい まりこ、1983年7月12日 - ）は、日本の女優、モデルである。

## 来歴
- 大阪府大阪市出身。
- 高校生の時から雑誌モデルとして活動（当時の名前は安井マリコ）。
- 高校生からzipperを始め、数々の雑誌にカリスマ読者モデルとして人気に、 2003年に雑誌「junie」でグランプリを獲得し、本格的に芸能活動を開始、「non-no」等で活躍した。その後眼瞼下垂症を患い、手術のため降板、のち、女優へと転身した。
- アミューズ所属などを経てフリー

## 人物
- 身長155cmかも、B79W58H76、AB型
- ニックネームは　まり・マリリン
- 兄弟姉妹は、兄が1人
- 特技は料理　フードコーディネーター資格持ち
- 趣味　食器集め

## 出演

### 雑誌
- junie読者投票で大差をつけグランプリになり一年間モデルをつとめる
- ヤングガンガン No.21 巻末グラビア（2007年10月19日）

### テレビドラマ
- プリマダム（2006年、日本テレビ） - 森エリ 役
- 24時間テレビドラマスペシャル 「ユウキ」（2006年、日本テレビ）
- たったひとつの恋（2006年、日本テレビ）
- きらきら研修医（2007年、TBS）
- ホタルノヒカリ（2007年、日本大学）

### バラエティ・その他
- 天使らんまん（2004年、毎日放送）
- デジ屋台（2006年、TBS）

### 映画
- 県警強行殺人班　鬼哭の戦場（2007年）
- 未来予想図 〜ア・イ・シ・テ・ルのサイン〜（2007年）
- 1303号室（2007年）
- 恋する彼女、西へ。（2008年）

### 舞台
- ジンギスカン ～わが剣、熱砂を染めよ～（2008年1月、ル テアトル銀座）
- 月の子供（2010年1月、大塚 萬劇場）
- タクラマカン （2010年3月、日暮里サニーホール）
- 丸福ボンバーズ（A Piece Of Cake、アポックシアター）（うたカフェ）

### CM
- アコム
- 日本コカコーラweb
- 日本自動車工業（自動車リサイクル法）
- ヤマハ
- Volvickキャンペーンポット
- ぜんこ
- 広島衆議院議員総選挙ポスター2003年
- コカコーラ 携帯決済web cm  2004年
- YAMAHA ステージア イメージモデル2004年
- DAIHATSU COPEN2016年
- ソニーミュージックプレイヤー2014年
- Nintendo Switch
- 三井不動産2016年
- ニッセン プッチージョ ミニサイズモデル
- マイナビウーマン 西武鉄道 2017年
- 花王フレグランス2017年
- AFRIKA ROSE×高島屋×フランドル
- 花王essential2018年
- Z-CRAFT ミニサイズモデル2018年
- UNIQLO  ミニサイズモデル2018年
- コープ生協 ピッタミー 2018年〜
- クラウーパレス甲府 ウエディングモデル2018
- GUMバンパーセンシティブ知覚過敏閉鎖編
- 長谷川工務店
- レノア超消臭　スポーツ目隠し編

### DVD
- 安井真理子 First DVD 『sunflower』（2006年1月20日、イーネットフロンティア、SCID-68）